# Lorenzo Nicola
Lorenzo Nicola (Piossasco, 1917 – Nikitovka, 26 gennaio 1943) è stato un militare italiano insignito della medaglia d'oro al valor militare alla memoria nel corso della seconda guerra mondiale.

## Biografia
Nacque a Piossasco, provincia di Torino, nel 1917, figlio di Ludovico e Matilde Pognante.
Laureando in giurisprudenza presso l'Università di Torino, nel novembre 1937 si arruolò nel Regio Esercito e fu ammesso a frequentare la Scuola allievi ufficiali di Bassano del Grappa, da cui uscì con la nomina ad aspirante in forza nel 3º Reggimento alpini nel luglio 1938.  Conseguita la laurea, nel gennaio 1939 raggiunse il reggimento e promosso sottotenente prestò servizio di prima nomina venendo posto in congedo nell'ottobre dello stesso anno. Richiamato in servizio attivo nel dicembre 1940 venne assegnato alla 49ª Compagnia del battaglione alpini "Tirano", prendendo poi parte alle operazioni belliche sul fronte greco-albanese e poi alle operazioni di guerra svoltesi nei Balcani nei territori occupati della ex Jugoslavia. Rientrato in Patria nel giugno 1941 e promosso tenente, il 20 luglio 1942 partiva per l'Unione Sovietica al seguito della 2ª Divisione alpina "Tridentina". Cadde in combattimento a Nikitovka il 26 gennaio 1943 durante le fasi della ritirata dell'ARMIR, mentre conduceva i suoi uomini all'assalto, colpito in piena fronte. Fu insignito della medaglia d'oro al valor militare alla memoria.
A lui è intitolato un rifugio in provincia di Torino, nei pressi del col della Serva.